# 阿拉善旗王府遗址
阿拉善旗旧王府即阿拉善和平起义通电旧址，位于阿拉善盟巴彦浩特镇王府街北侧，旧定远营城中。王府始建于雍正九年（1731年），占地2万平方米，为典型的明清建筑群体，仿清朝宫殿式样。曾为历代阿拉善亲王住地和旗衙门办公场所。二十世纪六十年代交归国有，今为内蒙古自治区旗县级文物保护单位，公布日期为1988年5月19日，类型为古遗址。